# (118378) 1999 HT11
1999 إتش تي 11 (ويعرف أيضًا باسم (118378) 1999 إتش تي 11 وفق تسمية الكوكب الصغير) (بالإنجليزية: 1999 HT11)‏ هو كويكب ضمن حزام الكويكبات؛ وترتيبه 118378 من حيث الاكتشاف.
اكتُشف هذا الجُرم الفلكي بواسطة مرصد قمة كت الوطني في 17 أبريل 1999.

## وصلات خارجية
- (118378) 1999 HT11 في قاعدة بيانات مختبر الدفع النفاث لأجرام النظام الشمسي الصغيرة

- الاكتشاف · مخطط المدار ·  العناصر المدارية · المعلمات المادية

- (118378) 1999 HT11 على موقع ويكي سكاي: DSS2, SDSS, GALEX, IRAS, Hydrogen α, X-Ray, Astrophoto, Sky Map, Articles and images